# Богатое (Солонянский район)
Богатое (укр. Багате, до 2016 года — Мопровское, укр. Мопрівське) — село,
Мопровский сельский совет,
Солонянский район,
Днепропетровская область,
Украина.
Код КОАТУУ — 1225083801. Население по переписи 2001 года составляло 284 человека .
Является административным центром Мопровского сельского совета, в который, кроме того, входят сёла
Водяное,
Григоровка,
Судановка,
Товарищеский Труд и
Тракторное.

## Географическое положение
Село Богатое находится в 1,5 км от левого берега реки Тритузная,
ниже по течению примыкает село Судановка.
По селу протекает пересыхающий ручей с запрудой.

## История
- Село было основано в 1925 году переселенцами из Царицинского района, и получило название Мопровское в честь «Международной организации помощи борцам революции».

## Экономика
- ООО «Колос».

## Объекты социальной сферы
- Школа.
- Детский сад.
- Амбулатория.
- Дом культуры.

## Достопримечательности
- Братская могила советских воинов.